# Sunrise/Sunset ~LOVE is All~
«Sunrise / Sunset: Love is All» es el cuadragésimo sexto sencillo (cuadragésimo séptimo contando el sencillo digital) de la cantante Ayumi Hamasaki, fue lanzado al mercado el 12 de agosto de 2009. El tema "Sunrise: Love is All" ha sido utilizado en el anuncio de la cámara digital Panasonic Lumix FX-60. En adición, "Sunrise: Love is All" también ha sido el tema de la telenovela japonesa Dandy Daddy?.
| DVD |                                      |          |  |
| N.º | Título                               | Duración |  |
| 1.  | «Sunrise: Love is All (Video Clip)»  |          |  |
| 2.  | «Sunset: Love is All (Video Clip)»   |          |  |
| 3.  | «Sunrise: Love is All (Making Clip)» |          |  |

## Actuaciones
1. 8 de agosto de 2009 - CDTV (Sunrise: Love is All)[9]
2. 9 de agosto de 2009 - Music Japan (Sunrise (Love is All))[9]
3. 14 de agosto de 2009 - Music Station[9]
4. 14 de agosto de 2009 - Music Fighter[9]
5. 17 de agosto de 2009 - Hey! Hey! Hey! Music Champ[9]
6. 18 de agosto de 2009 - Music Fair (Sunrise/Sunset (Love is All), Boys & Girls)[9]

## Posición en la lista de ventas

### OriconLista de ventas
| Lanzamiento          | Chart                        | Posición más alta | Ventas de la primera semana | Ventas totales | Semanas en la lista de ventas |
| -------------------- | ---------------------------- | ----------------- | --------------------------- | -------------- | ----------------------------- |
| 12 de agosto de 2009 | Oricon Daily Singles Chart   | #1                |                             |                |                               |
| 12 de agosto de 2009 | Oricon Weekly Singles Chart  | #1                | 75,352                      | 106,156        | x5                            |
| 12 de agosto de 2009 | Oricon Monthly Singles Chart | #4                |                             |                |                               |
| 12 de agosto de 2009 | Oricon Yearly Singles Chart  |                   |                             |                |                               |

### Billboard Japan
| Lanzamiento          | Chart                             | Posición más alta |
| -------------------- | --------------------------------- | ----------------- |
| 12 de agosto de 2009 | Billboard Japan Hot 100           |                   |
| 12 de agosto de 2009 | Billboard Japan Hot Singles Sales |                   |